# Livres du roy Modus et de la royne Ratio
Livres du roy Modus et de la royne Ratio (1354 - 1376) is een verlucht handschrift dat gemaakt werd ca. 1455 in opdracht van Filips de Goede. Het wordt nu bewaard in de Koninklijke Bibliotheek van België met als signatuur Ms. 2018-2019.

## Inhoud
Het boek bevat een tekst uit de 14e eeuw toegeschreven aan Henri de Ferrières. De tekst bestaat uit twee delen namelijk de Livre des deduis du roi Modus (ff.1-105) en Le songe de Pestilence (ff. 105v-182v). Het eerste deel werd geschreven na 1354, het tweede deel tussen 1374 en 1377. Het exemplaar van de KBR is een getrouwe kopie van het exemplaar in de Österreichische Nationalbibliothek in Wenen (ms. 2573) dat op zijn beurt werd gekopieerd van het handschrift Ms. fr. 1297 van de Bibliothèque nationale de France in Parijs.
Het Livre des deduis du roi Modus is een traktaat over de jacht waarin de koning zijn lezers leert wat de gewoontes van de dieren zijn en hoe men best op herten, reeën, everzwijnen, wolven, vossen, hazen en dergelijke kan jagen. Het boek behandelt de verschillende methodes van de jacht van de valkenjacht tot de loopjacht te paard (vénerie). Aan de betogen van de koning worden hier en daar stichtende commentaren van zijn gemalin koningin Ratio toegevoegd. Het tweede deel, de Le songe de Pestilence is een allegorische tekst over de onvolkomenheid en de ondeugden van die tijd. Het boek wordt afgesloten met drie gedichten, twee gericht aan Karel V en een aan Onze Lieve Vrouw.

## Codicologische beschrijving
Het handschrift bestaat uit 183 perkamenten folia van 297 op 203 mm groot. De tekst in het Middelfrans is geschreven in twee kolommen van 36 lijnen per blad in een Bourgondische bastarda. Het tekstblok meet 194 x 136 mm. Het boek werd waarschijnlijk geschreven door Jacotin le Wautier en Jean de Nozières.

## Verluchting
Het handschrift is zeer rijkelijk gedecoreerd en bevat meer dan 70 miniaturen. Die zouden gekopieerd zijn van de miniaturen in het manuscript français 12399 van de BnF en daarbij aangepast aan de stijl en mode van de tijd. Friedrich Winkler, de Duitse kunsthistoricus, schreef de miniaturen toe, op enkele uitzonderingen na, aan de Meester van Girart de Roussillon. F. Lyna associeert deze meester met Jean Dreux. Men is er vrij zeker van dat het handschrift geïllustreerd werd in Brussel of door iemand die Brussel behoorlijk goed kende, omdat talrijke miniaturen s(f. 22, 22v, 26, 33, 38, 42v; 48v) op de achtergrondgoed herkenbare Brusselse gebouwen toont.

Selectie van folia en verluchtingen
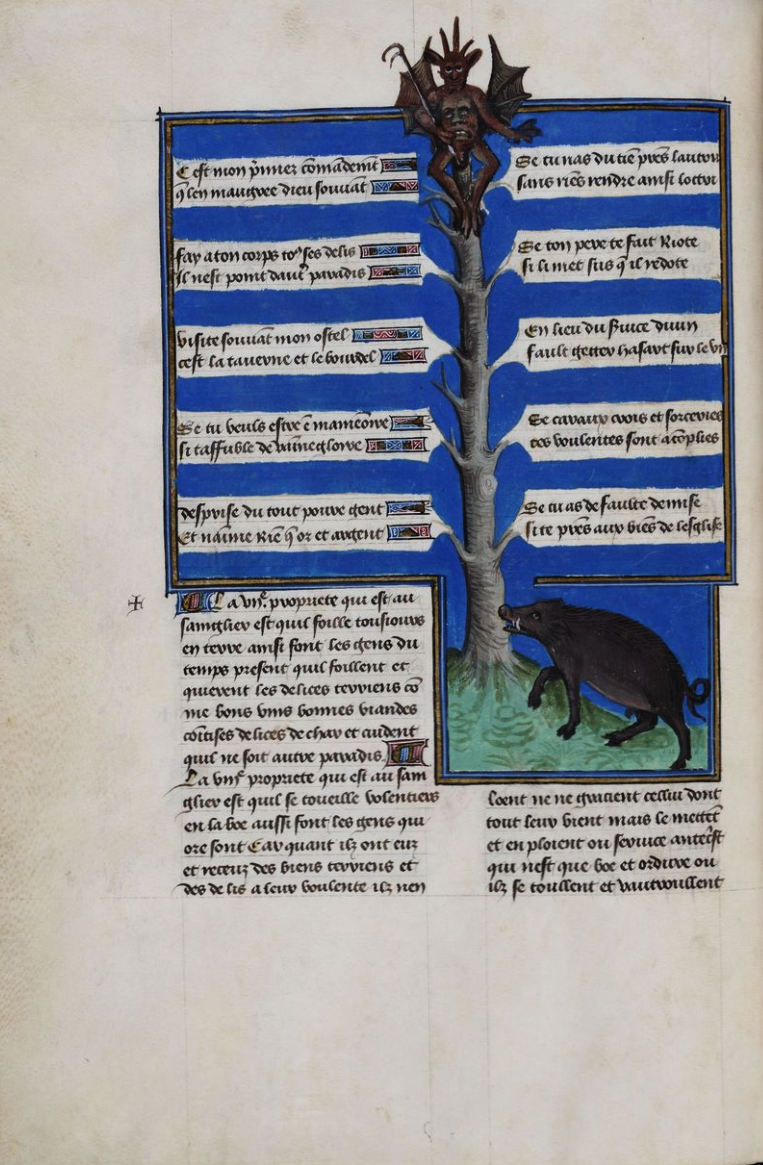
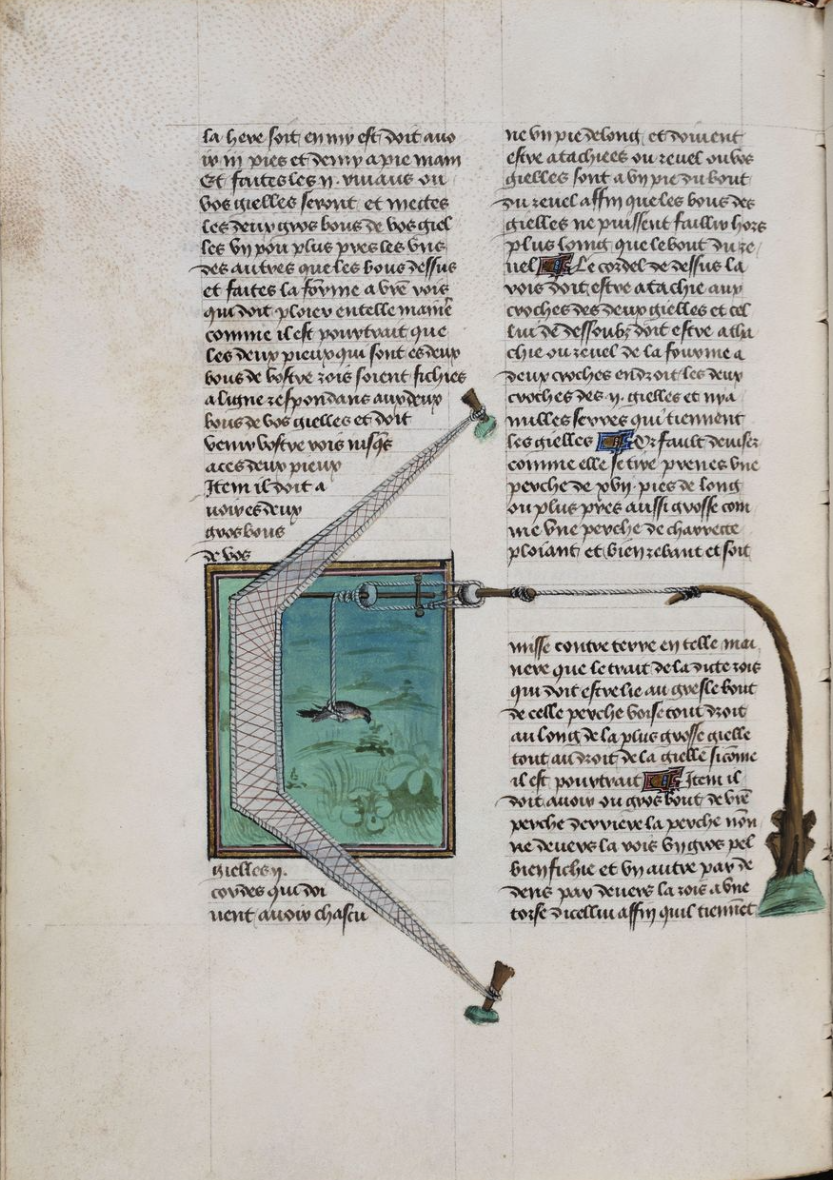
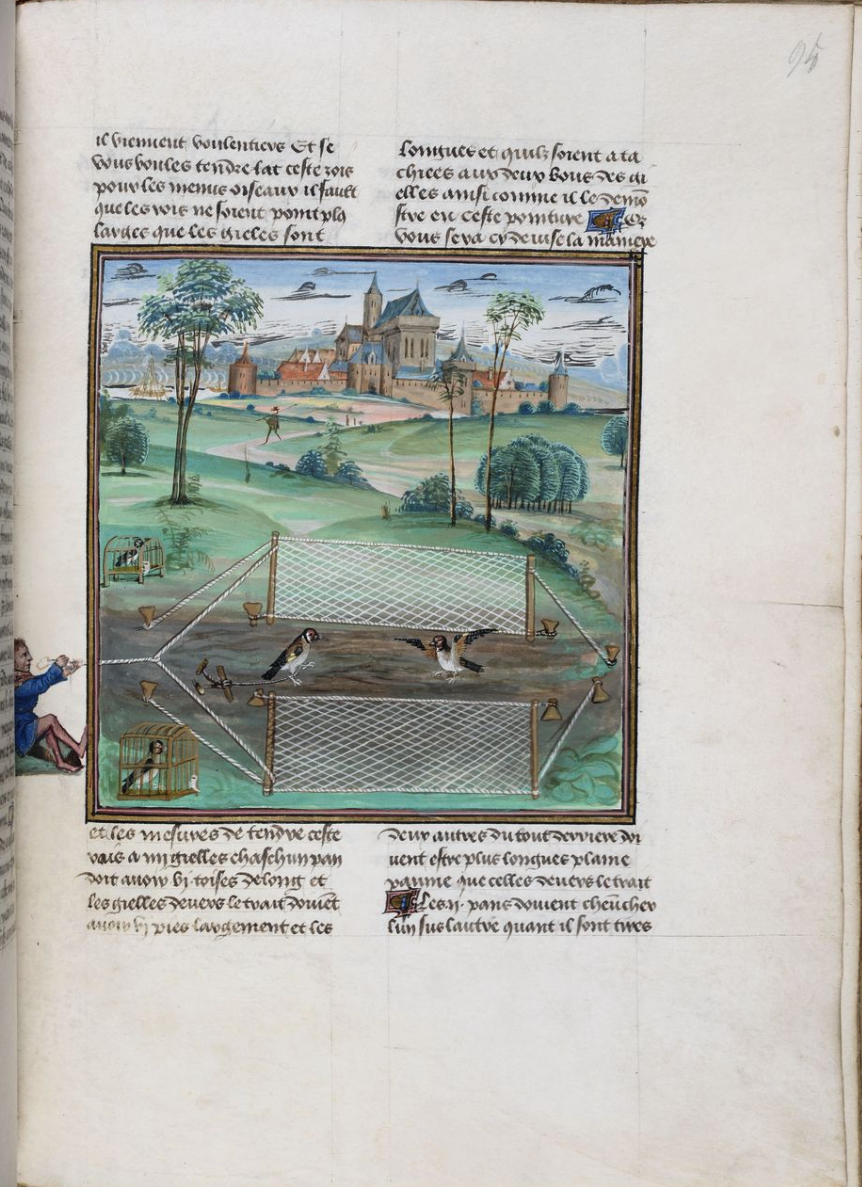
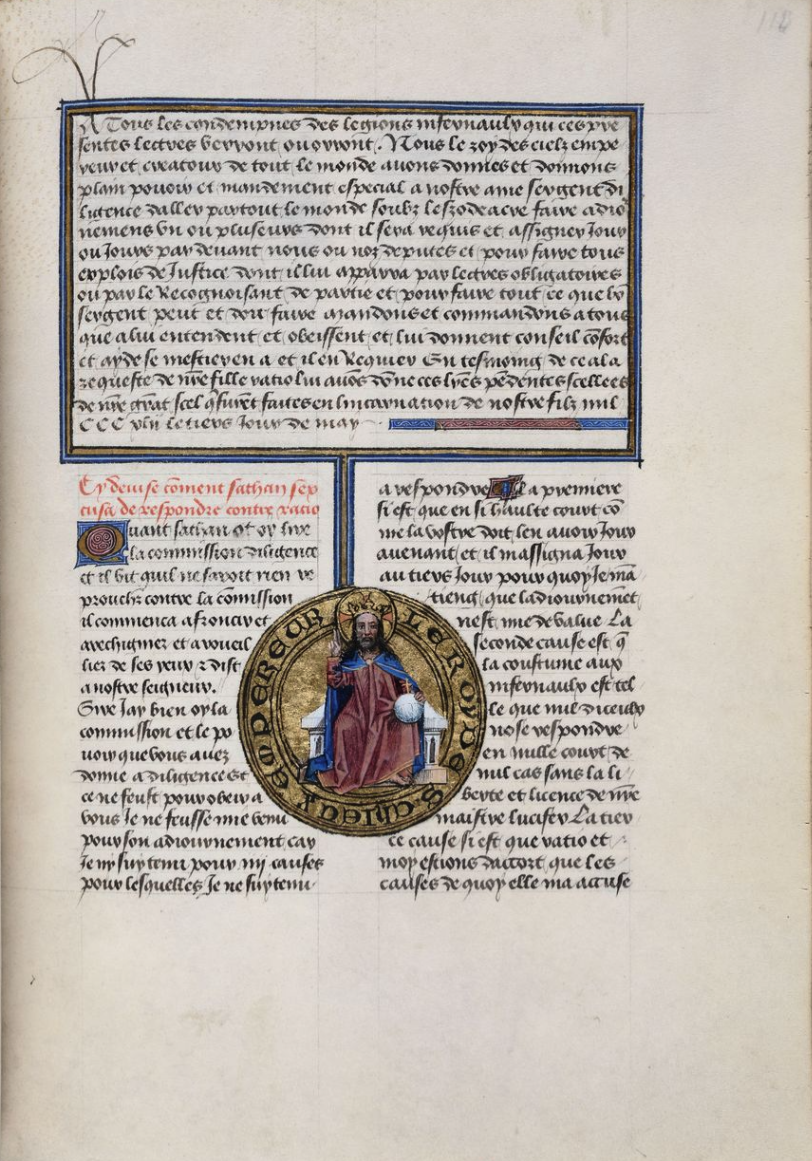
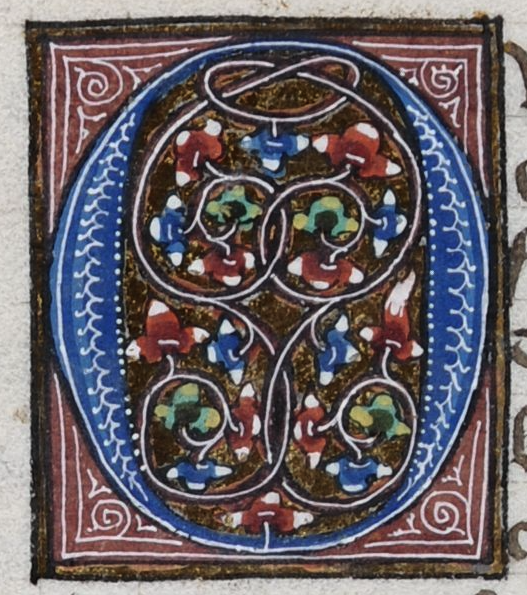
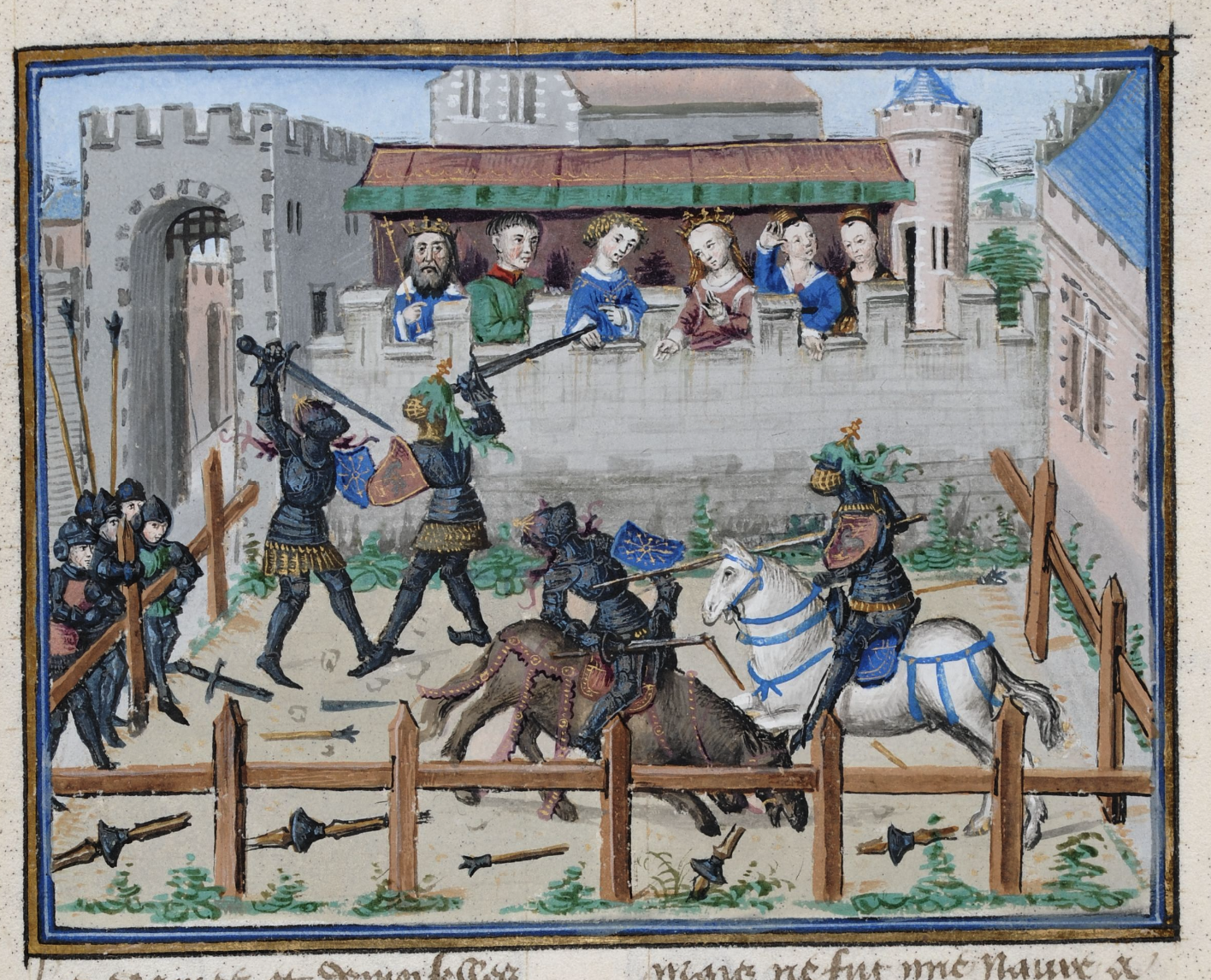

## Weblinks
- Les Livres du roy Modus et de la royne Ratio online raadplegen.